# Elecciones provinciales de Santa Fe de 1920
Las elecciones generales de la provincia de Santa Fe de 1920 tuvieron lugar el domingo 1 de febrero del mencionado año con el objetivo de elegir a los 60 miembros del Colegio Electoral Provincial, que a su vez se encargarían de elegir al Gobernador y al Vicegobernador para el período 1920-1924. También se renovaron la mitad de la Cámara de Diputados y parte del Senado Provincial. Fueron las terceras elecciones provinciales santafesinas desde que se instaló el sufragio secreto.
El radicalismo se presentó dividido en varias candidaturas: el oficialista yrigoyenista encabezado por Enrique Mosca, la disidencia sudista liderada por Julio Bello, el radicalismo nordista de Néstor de Iriondo, y el elizaldista, que presentó a Néstor Noriega. El Partido Demócrata Progresista (PDP) presentó a Fermín Lejarza. El escenario fue una pelea a tres bandas, y Mosca obtuvo una estrecha victoria con el 32.47% de los votos y 27 electores contra el 31.60% y 25 electores de Lejarza. Los sudistas y nordistas recibieron cuatro votos cada uno.
Después de una negociación, el radicalismo sudista y nordista pactaron con Mosca para otorgarle sus ocho electores, siendo este consagrado gobernador por el Colegio Electoral el 24 de febrero de 1924, y arrebatando al radicalismo disidente la gobernación santafesina después de un solo mandato. Luego de la victoria opositora en el Colegio Electoral, el gobernador Rodolfo Lehmann renunció dos días después, el 26 de febrero.
Los cargos electos asumieron el 9 de mayo de 1920.

## Cargos a elegir
| Departamento     | A elegir  | A elegir  | A elegir  |
| Departamento     | Electores | Diputados | Senadores |
| ---------------- | --------- | --------- | --------- |
| Belgrano         | 2         | —         | —         |
| Caseros          | 3         | 2         | 1         |
| Castellanos      | 4         | 2         | 1         |
| Constitución     | 3         | 2         | —         |
| Garay            | 2         | 1         | —         |
| General López    | 3         | 1         | —         |
| General Obligado | 2         | —         | —         |
| Iriondo          | 3         | 1         | —         |
| La Capital       | 4         | 1         | —         |
| Las Colonias     | 4         | —         | —         |
| Nueve de Julio   | 2         | 1         | 1         |
| Rosario          | 11        | 5         | 1         |
| San Cristóbal    | 2         | 1         | 1         |
| San Javier       | 2         | 1         | —         |
| San Jerónimo     | 3         | 1         | 1         |
| San Justo        | 2         | —         | —         |
| San Lorenzo      | 3         | —         | —         |
| San Martín       | 3         | 1         | —         |
| Vera             | 2         | 1         | —         |
| Total            | 60        | 21        | 6         |

## Tabla de resultados
| Belgrano         | —  | 2  | — | — |    |   |   |   |   |   |   |   |
| Caseros          | —  | 3  | — | — | —  | 2 | — | — | — | 1 | — | — |
| Castellanos      | 4  | —  | — | — | 2  | — | — | — | 1 | — | — | — |
| Constitución     | 3  | —  | — | — | 2  | — | — | — |   |   |   |   |
| Garay            | —  | —  | 2 | — | —  | — | 1 | — |   |   |   |   |
| General López    | —  | —  | — | 3 | —  | — | — | 1 |   |   |   |   |
| General Obligado | 2  | —  | — | — |    |   |   |   |   |   |   |   |
| Iriondo          | —  | 3  | — | — | —  | 1 | — | — |   |   |   |   |
| La Capital       | 4  | —  | — | — | 1  | — | — | — |   |   |   |   |
| Las Colonias     | 4  | —  | — | — |    |   |   |   |   |   |   |   |
| Nueve de Julio   | 1  | —  | 1 | — | 1  | — | — | — | 1 | — | — | — |
| Rosario          | —  | 11 | — | — | —  | 5 | — | — | — | 1 | — | — |
| San Cristóbal    | 2  | —  | — | — | 1  | — | — | — | 1 | — | — | — |
| San Javier       | 2  | —  | — | — | 1  | — | — | — |   |   |   |   |
| San Jerónimo     | 2  | —  | 1 | — | 1  | — | — | — | 1 | — | — | — |
| San Justo        | 2  | —  | — | — |    |   |   |   |   |   |   |   |
| San Lorenzo      | —  | 3  | — | — |    |   |   |   |   |   |   |   |
| San Martín       | —  | 3  | — | — | —  | 1 | — | — |   |   |   |   |
| Vera             | 1  | —  | — | 1 | 1  | — | — | — |   |   |   |   |
| Total            | 27 | 25 | 4 | 4 | 10 | 9 | 1 | 1 | 4 | 2 | 0 | 0 |

## Resultados
|  | 32.47 % |

|  | 31.60 % |

|  | 21.95 % |

|  | 8.55 % |

|  | 4.01 % |

|  | 1.42 % |

|  | 97.83 % |

|  | 2.17 % |

|  | 100.00 % |